# Técnicas antiguas de construcción naval
Las técnicas antiguas de construcción naval se pueden categorizar como de cuero, tronco, cosido, tablones amarrado, casco trincado (y casco trincado invertido), primero el cascarón y seguidamente la estructura. Mientras que la técnica de «primero la estructura» domina la industria moderna de la construcción de barcos, los antiguos dependían principalmente de las otras técnicas para construir sus embarcaciones. En muchos casos, estas técnicas eran muy intensivas en mano de obra y/o ineficientes en su uso de materias primas. Independientemente de las diferencias en las técnicas de construcción naval, las embarcaciones del mundo antiguo, en particular las que surcaban las aguas del mar Mediterráneo y las islas del Sudeste asiático eran embarcaciones aptas para el mar, capaces de permitir a la gente dedicarse al comercio marítimo a gran escala.

## Historia
Las primeras evidencias arqueológicas provienen de canoas excavadas en turberas en Pesse, Holanda, y datan de hace unos 8000 años. La navegación se encuentra en todo el mundo, y muchas de estas técnicas se siguen utilizando hoy en día.

## Barcos con armazón

### Barcos de cuero
Los barcos de cuero dominaban la navegación en lugares donde la madera era escasa, incluyendo el Ártico y el Subártico. Se hacían estirando piel o cuero sobre marcos de madera o hueso. Entre ellos se encuentran los kayaks y los umiaks, los coracles y los currachs.

### Canoas de corteza
Las canoas de corteza fueron hechas estirando la corteza de los árboles sobre marcos de madera, y fueron usadas por los nativos americanos en Norteamérica.

## Primeros barcos de madera temprana

### Balsas
Las balsas se fabricaban en lugares donde había madera disponible pero no lo suficientemente grandes como para tallar las piraguas y también se podían hacer con cañas. Las primeras embarcaciones egipcias eran balsas de papiro; las de madera no sustituyeron a las balsas hasta el período de Naqada II.

### Cayucos
Los cayucos se hicieron dondequiera que los árboles crecían lo suficientemente grandes para sostenerlos, incluyendo la Europa del Holoceno, la Costa Oeste de Estados Unidos, y marineros polinesios. Los cayucos se definen como talladas en una sola pieza de madera, y podían estar elaboradamente decoradas y ser bastante navegables.

## Shell-first
La técnica de "shell-first" consiste en construir primero el casco del barco, y luego colocarlo en el armazón.

### Tablones cosidos y atados
En lugar de usar clavos, los tablones de un barco «se cosían» con cuerdas. En todo el mundo se han encontrado pruebas del uso de fijaciones cosidas en barcos construidos con tablones. Se ha demostrado que este tipo de fijaciones tienen un buen rendimiento en las regiones costeras, siendo capaces de resistir los rigores del fuerte oleaje así como el impacto en los encallamientos.  La técnica de las tablas de amarre también se puede encontrar en todo el mundo.

### Casco trincado y casco trincado invertido

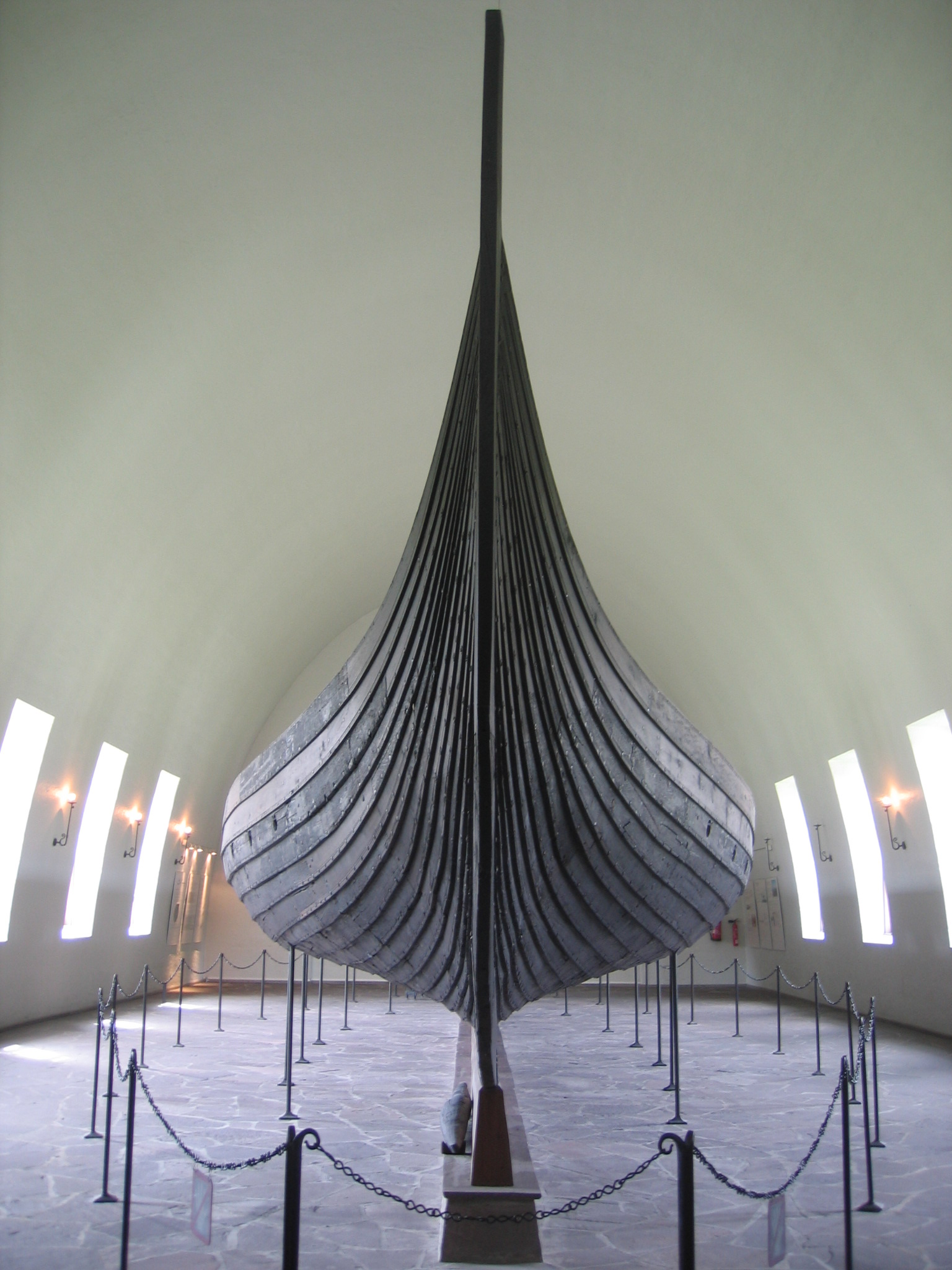
El barco vikingo de Gokstad, Noruega, muestra claramente las tablas solapadas del casco trincado.

Las técnicas de construcción de casco trincado (construcción de barcos) y de casco trincado invertido consisten en fijar una capa superpuesta de tablas con clavos rectos (casco trincado invertido) o clavos en forma de gancho (casco trincado). La tradición del casco trincado se desarrolló en el norte de Europa, mientras que la técnica del casco trincado invertido, aunque muy rara vez se encuentra en el mundo, se ha comprobado que es prevalente entre ciertas comunidades de Asia del Sur, como la de Odisha en India.

### Ensamblaje de caja y espiga
Esta técnica de construcción se basó en gran medida en el apoyo estructural proporcionado por la carpintería de caja y espiga a través del casco del barco. Este método de construcción de barcos parece haberse originado en las naciones marineras del Mediterráneo, aunque más tarde aparecen pruebas de carpintería de caja y espiga en el sudeste asiático.

## Primero la estructura
La construcción de la estructura consiste en colocar el armazón de la embarcación antes de fijar los tablones a la misma. Esto se hace normalmente levantando una «estructura maestra» en el centro de la quilla, y derivando las formas de las otras estructuras usando una pieza de madera curva estirada entre la estructura y los postes finales, o a través de una curva geométrica. El pecio de Yassıada, que data del siglo VII d. C., se citó durante mucho tiempo como la primera prueba de la técnica de construcción con marco, pero dos pecios de la laguna de Dor (Tanura) en Israel, que datan de alrededor del año 500 d. C., se construyeron con la estructura primero. Esta técnica ha sido más rara en el resto del mundo hasta la llegada de la Era Moderna.